# Heidekapel (Waasmunster)

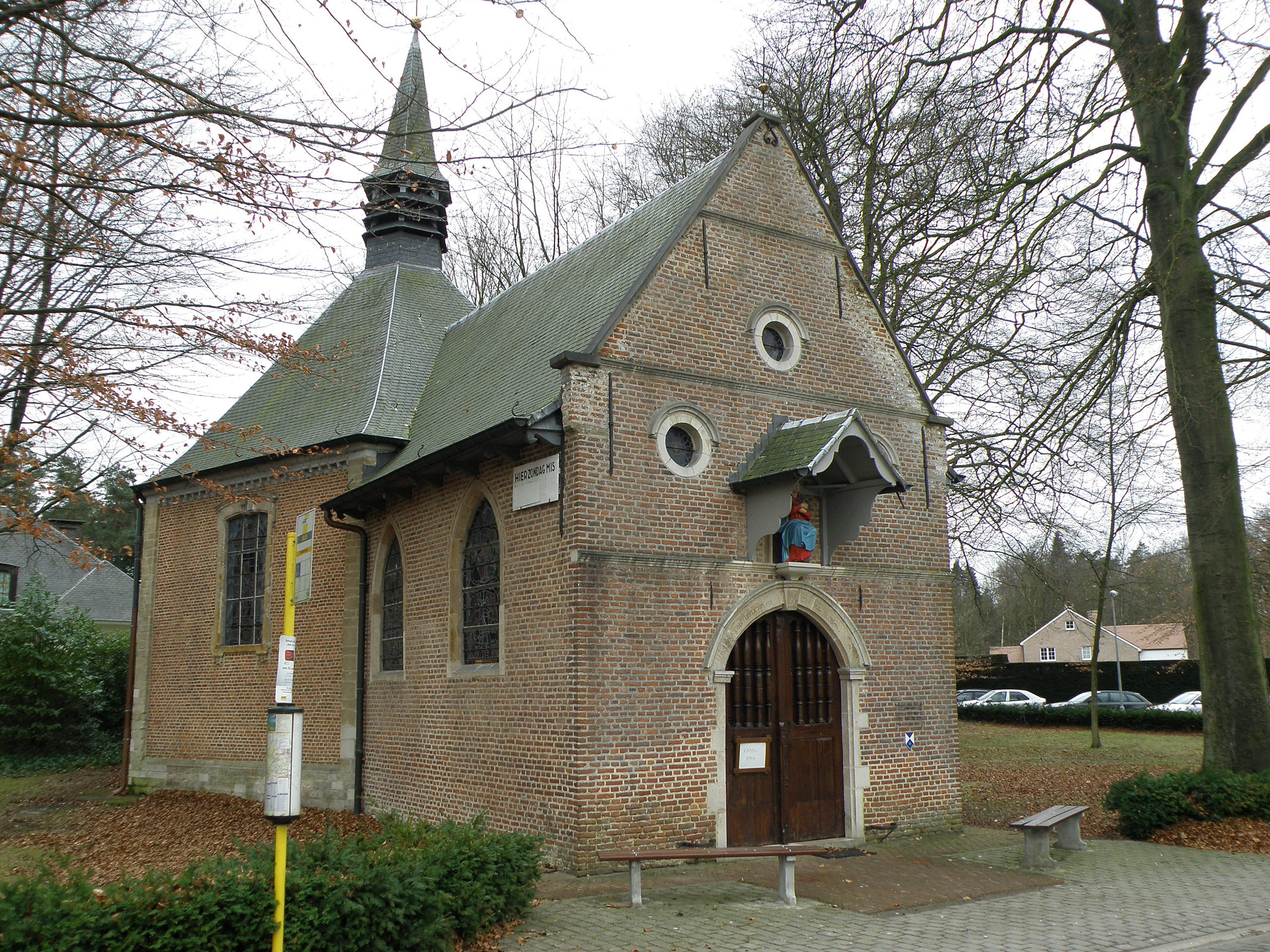
Heidekapel

De Heidekapel, gewijd aan Onze-Lieve-Vrouw van Zeven Weeën, is een kapel in de Oost-Vlaamse plaats Waasmunster, gelegen aan de Heidekapelstraat.

## Geschiedenis
In 1351 werd de ommegang ingesteld, en vermoedelijk was er toen al een kapelletje op de heide, maar dat hoeft geen stenen kapel te zijn geweest. Het oudste deel van de kapel, in gotische stijl, is van eind 15e of begin 16e eeuw. De kapel werd in 1578, tijdens de godsdiensttwisten, vermoedelijk vernield. In 1641 werd de kapel, die mogelijk in vervallen staat verkeerde, hersteld en vergroot. Vanwege de vele bedevaarders werd de kapel in 1710 vergroot. Daartoe werd een zeshoekig gebouw opgericht dat het koor bevatte. In 1980-1981 werd de kapel gerestaureerd.

## Gebouw
Het betreft een op het zuiden georiënteerd gebouw, opgetrokken in baksteen en zandsteen. Het betreft een eenbeukig kerkschip in barokstijl en daarachter een zeshoekig gebouw voorzien van een dakruiter met sierlijke spits.

## Interieur
Het doksaal is 18e-eeuws, het portiekaltaar is 19e-eeuws en in neoclassicistische stijl uitgevoerd. De preekstoel is uit het 3e kwart van de 18e eeuw.
De kapel stond vroeger op de heide en maakte deel uit van een ommegang, de zogenaamde Heikewipommegang. Tegenwoordig zijn er zeven kapelletjes. Hoewel de kapel nog mooi is ingekaderd is de heide tot een villawijk geworden te midden waarvan de kapel nu staat.